# Соемийса
Соемийса (ест. Soemõisa) — село в Естонії, входить до складу волості Риуге, повіту Вирумаа.